# Вулиця Владлена Кузнецова
Ву́лиця Владле́на Кузнецо́ва — вулиця в Деснянському районі міста Києва, селище Биківня. Пролягає від вулиці Леся Танюка до 2-го провулку Соснового.

## Історія
Вулиця виникла в 2010-ті роки під проектною назвою Проектна 13073. Назва на честь українського кінодраматурга та журналіста Владлена Кузнецова - з 2017 року.